# Frevo

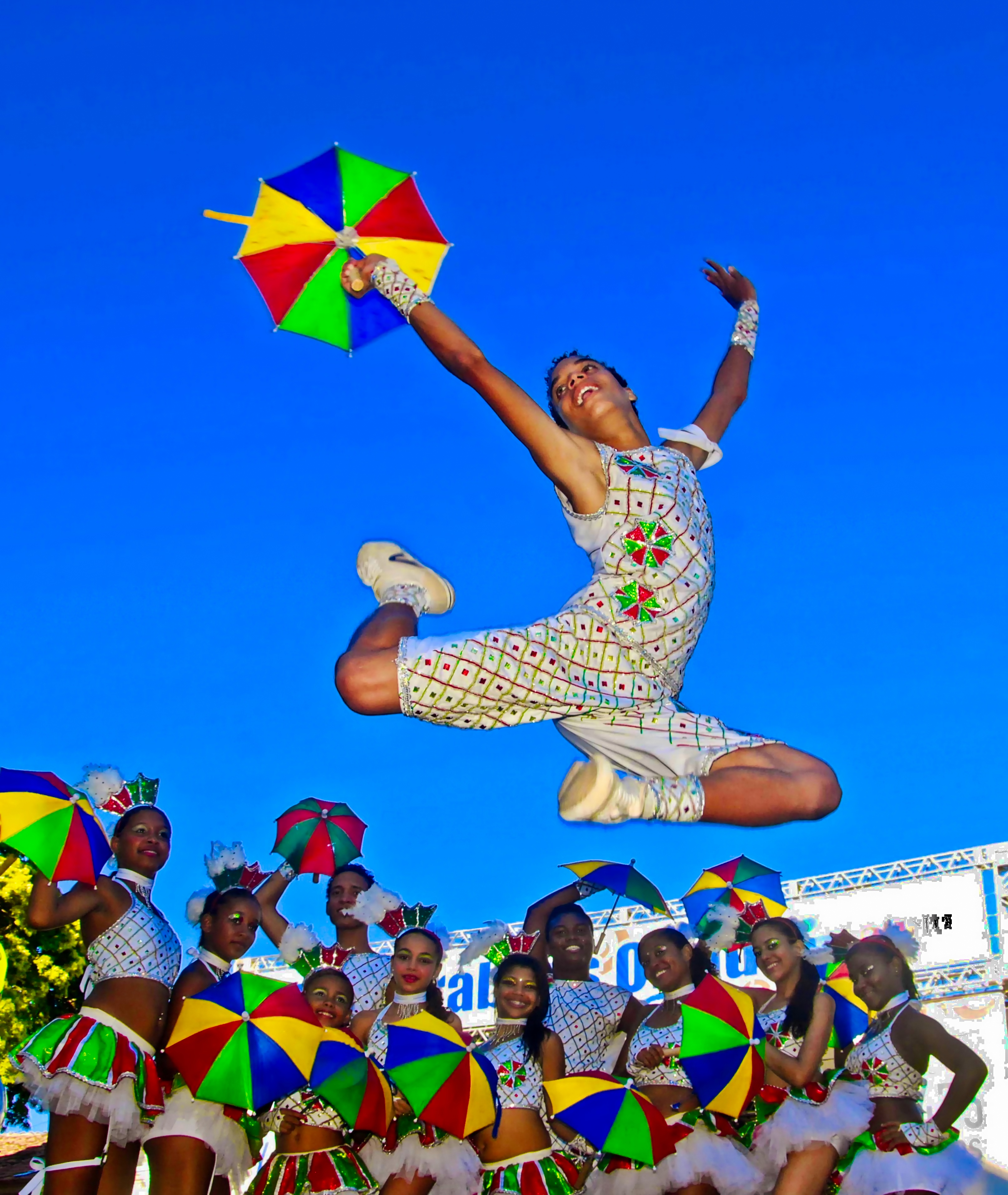
Tancerka frevo w Pernambuco.

Frevo – brazylijska muzyka taneczna, powstała w Recife (Pernambuco) w drugiej połowie XIX wieku, uprawiana głównie podczas karnawałów ulicznych. Charakteryzuje się żywym tempem, czerpiąc z muzyki marszowej, brazylijskiego tango, square dance i polki. Towarzyszący jej taniec bazuje na ruchach capoeiristas i improwizacji. 
W 2012 roku Frevo zostało wpisane na listę niematerialnego dziedzictwa UNESCO.

## Historia
Frevo powstało w drugiej połowie XIX wieku w centrum miasta Recife, w okresie jego uprzemysłowienia, kiedy po abolicji niewolnictwa formowała się nowa klasa robotnicza. W dzielnicach robotniczych powstały rywalizujące ze sobą kluby frevo. 
Nazwa frevo pochodzi od portugalskiego ferver co oznacza „gotować się”. Określenie to było używane do opisu ruchu tłumu podczas karnawału ulicznego. Pierwsza wzmianka o frevo jako stylu muzycznym pochodzi z ogłoszenia prasowego z 1907 roku zamieszczonego w gazecie Journal Perqueno, w którym przedstawiono repertuar brassbandu Clube Empalhadores do Feitosa – na liście repertuarowej znajdował się marsz „O frevo”.
Muzyka frevo charakteryzuje się żywym tempem, łączy elementy muzyki marszowej, brazylijskiego tanga, square dance i polki. José Laurenç da Silva (1889–1952), znany jako Maestro Zuzingha, dyrygent orkiestry Czwartej Brygady Piechoty z Recife, uznawany jest tego, który skonsolidował frevo jako styl muzyczny, wprowadzając rozróżnienie pomiędzy marcha-frevo (marszem frevo) a marcha-polka (marszem-polką).
Z biegiem lat i popularyzacją muzyki poprzez radio, wyodrębniły się style Frevo de Rua (frevo uliczne – forma instrumentalna), Frevo Canção (frevo wokalne) i Frevo de Bloco (frevo z udziałem bandu ulicznego). Wszystkie rodzaje frevo łączy charakterystyczny rytm oparty na synkopie, wybijany na bębnie wielkim tzw. surdo i werblu.  
Taniec frevo bazuje na ruchach capoeiristas i improwizacji. Podczas karnawału, gdy na ulicy spotkały się parady prowadzone przez różne kluby frevo, spotkania grup capoeiristas otwierających pochody, przeradzały się w bójki. Aby umknąć siłom porządkowym, walki były maskowane tańcem a zamiast noży zaczęto używać jako broni parasolek, które później stały się atrybutem tancerzy frevo. Nazwy kroków zwanych passo nawiązują do narzędzi pracy: piła, nożyce, szczypce, gwóźdź, młotek, śruba.
Tradycyjnie grupy frevo tworzyły rodziny a wiedza przekazywana była z ojca na syna. W latach 70. XX wieku zaczęły powstawać pierwsze szkoły. 
Tradycja frevo jest szczególnie żywa podczas karnawału w miastach prowincji Pernambuco: Recife i Olindzie. 
W 2012 roku Frevo zostało wpisane na listę niematerialnego dziedzictwa UNESCO.